# Favões
Favões is een plaats (freguesia) in de Portugese gemeente Marco de Canaveses en telt 1098 inwoners (2001).